# Neue Hanse (Staatenbund)

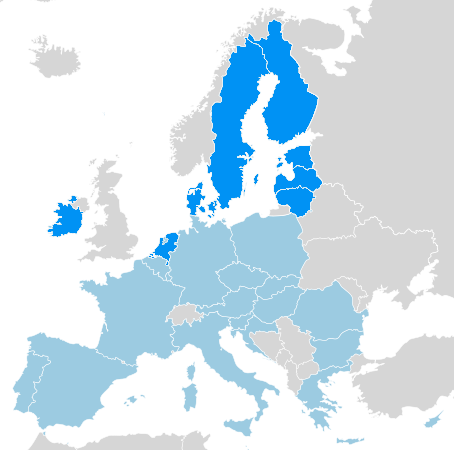
Mitgliedsstaaten in dunkelblau und EU-Staaten in hellblau

Die Neue Hanse, auch Hanse 2.0 genannt, ist ein Zusammenschluss der Staaten Dänemark, Estland, Finnland, Irland, Lettland, Litauen, Niederlande und Schweden zur gemeinsamen Interessensvertretung auf der EU-Ebene. Der Name nimmt Bezug auf die alte Hanse, einem über mehrere Jahrhunderte bestehenden Bündnis von Kaufleuten und Handelsstädten in Nordeuropa. Das Bündnis der neuen Hanse vertritt über 50 Millionen EU-Bürger und bildet einen Wirtschaftsraum mit einem Bruttoinlandsprodukt von mehr als drei Billionen Euro.

## Gründung
Die neue Hanse wurde im Februar 2018 von den Finanzministern Dänemarks, Estlands, Finnlands, Irlands, Lettlands, Litauens, der Niederlande und Schwedens durch die Unterzeichnung eines zweiseitigen Grundlagendokuments gegründet, in dem die „gemeinsamen Ansichten und Werte in der Diskussion über die Architektur der Europäischen Wirtschafts- und Währungsunion (EWWU)“ dargelegt wurden.

## Ziele und Zweck des Bündnisses
Die Gruppierung sieht in ihrem Zusammenschluss eine Möglichkeit, den Verlust des gleichgesinnten Vereinigten Königreichs in der europäischen politischen Arena nach dem Brexit zu kompensieren. Gegenüber dem dominanten deutsch-französischen Block in der EU soll ein fiskalkonservatives und wirtschaftsliberales Bündnis aufgebaut werden. Eine Vertiefung der europäischen Integration will die neue Hanse vorwiegend dort, wo zwischen den Mitgliedsländern auch Einigkeit über die Nützlichkeit der Integration besteht. Die beteiligten Länder wollen einen weiterentwickelten europäischen Binnenmarkt, insbesondere im Dienstleistungssektor (d. h. eine sogenannte „Kapitalmarktunion“). Außerdem wollen sie den Europäischen Stabilitätsmechanismus (ESM) zu einem vollwertigen Europäischen Währungsfonds ausbauen, welcher EU-Gelder zur Verhinderung von Wirtschaftskrisen umverteilen soll. Die Gruppe möchte auch, dass Regeln zu Haushaltsdefiziten eingehalten und die Staatsverschuldung in Europa eingedämmt wird. Dem ESM soll dabei eine größere Rolle bei der Kontrolle der Staatshaushalte gegeben werden.
Der irische Politiker Simon Coveney schlug vor, dass sich die Zusammenarbeit zwischen den Ländern der Allianz auch auf die Außenpolitik erstrecken könnte, etwa auf den Friedensprozess im Nahen Osten und die Beziehungen der EU zu Afrika.

## Mitglieder
Innerhalb der Mitgliedstaaten leben etwa 51 Millionen Menschen. Das gemeinsame BIP betrug 2022 rund 3.633 Milliarden Internationale US-Dollar.
| Mitgliedstaat | Hauptstadt | Einwohner (2022) | BIP in Mio. US$ (KKP) 2022 | BIP pro Kopf (KKP) 2022 | Staats- schulden- quote (2022) | Arbeits- losen- quote (2022) | Index der menschlichen Entwicklung (2021) |
| ------------- | ---------- | ---------------- | -------------------------- | ----------------------- | ------------------------------ | ---------------------------- | ----------------------------------------- |
| Dänemark      | Kopenhagen | 5.903.040        | 418.963                    | 71.332 US$              | 30 %                           | 4,4 %                        | 0,948                                     |
| Estland       | Tallinn    | 1.344.770        | 60.199                     | 44.630 US$              | 17 %                           | 5,6 %                        | 0,890                                     |
| Finnland      | Helsinki   | 5.556.880        | 324.269                    | 58.445 US$              | 75 %                           | 6,7 %                        | 0,940                                     |
| Irland        | Dublin     | 5.086.990        | 683.580                    | 132.359 US$             | 45 %                           | 4,5 %                        | 0,941                                     |
| Lettland      | Riga       | 1.883.380        | 73.467                     | 39.167 US$              | 42 %                           | 6,8 %                        | 0,863                                     |
| Litauen       | Vilnius    | 2.833.000        | 132.694                    | 47.107 US$              | 40 %                           | 6,0 %                        | 0,875                                     |
| Niederlande   | Amsterdam  | 17.703.090       | 1.244.148                  | 70.728 US$              | 49 %                           | 3,5 %                        | 0,945                                     |
| Schweden      | Stockholm  | 10.486.940       | 695.379                    | 66.091 US$              | 32 %                           | 7,4 %                        | 0,947                                     |

### Verbündete
Ähnliche Ziele wie die neue Hanse verfolgen die sogenannten „sparsamen Vier“ (Frugal Four), zu denen neben Dänemark, den Niederlanden und Schweden auch Österreich gehört. Auch die Visegrád-Staaten Slowakei und Tschechien unterstützen eine stärkere Rolle des ESM bei der Überwachung der Haushalte der EU-Staaten.